# Lista de nomes da mitologia nórdica
Esta é uma lista de personalidades e mitos da mitologia nórdica e do paganismo nórdico. A mitologia nórdica /germânica/viquingue/escandinava, se refere a uma religião pré-cristã, de crenças e lendas de tradições religiosas dos povos escandinavos, incluindo aqueles que se estabeleceram na Islândia, onde a maioria das fontes escritas para a mitologia nórdica foram construídas. Esta é a versão mais bem conhecida da mitologia comum germânica antiga, que inclui também relações próximas com a mitologia anglo-saxônica. Por sua vez, a mitologia germânica evoluiu a partir da antiga mitologia indo-europeia, e teve em seu principio histórico, a grande guerra entre os deuses, existia também a crença nas chamadas Asynjor, deusas guerreiras.
Muito do conhecimento desta mitologia veio da Edda, mas outra importante fonte de conhecimento religioso da mitologia nórdica é a Voluspâ. A Edda, que foi dividida em duas grandes partes, a Edda em prosa, que foi um trabalho escrito pelo poeta islandês Snorri Sturluson, e a Edda em verso do poeta islandês Codex Regius, que eram para os nórdicos antigos uma coletânea religiosa épica de aventuras, jornadas e história destes mitos.
A religião nórdica teve seu declínio quando o cristianismo foi estabelecido principalmente na Germânia, (hoje atual Alemanha) na Suécia, na Noruega e na Islândia antigas por volta do século XIII, onde o cristianismo se estabeleceu com dificuldades devido sua localização. Com o passar do tempo o cristianismo se tornou a "religião predominante", não somente na Europa mas também em quase todo o mundo e principalmente na Escandinávia, o paganismo nórdico se tornou uma religião extinta na prática e o cristianismo se fortificou cada vez mais. Hoje o paganismo nórdico é uma mera lembrança cultural do povo nórdico europeu.
O fim da Era Viquingue impulsionado pelo cristianismo por volta dos séculos XVIII e XIX, relegou os viquingues a uma famosa lembrança medial da Europa, e esse fato pôs definitivamente um fim a esta antiga religião paganista.

## Lista

### Deuses
- Ver também: Categoria:Deuses nórdicos

| Nome em português | Nome em nórdico antigo ou em outros idiomas | Imagem | Nota | Clã                          | Notas                |
| ----------------- | ------------------------------------------- | ------ | --- | ---------------------------- | -------------------- |
| Aegir             | Ægir                                        |        | É o deus nórdico que ao lado de sua esposa Ran, governa os mares, era temido e respeitado principalmente pelos viquingues e marinheiros. | Vanir                        | [ 12 ] [ 13 ]        |
| Aud               | Auðr                                        |        | É um deus nórdico membro do clã dos Æsir, filho de Nótt com Naglfari. | Æsir                         | [ 14 ] [ 15 ]        |
| Balder            | Balor                                       |        | Deus da justiça e da sabedoria, um dos filhos de Odim com Frigga. | Æsir                         | [ 16 ]               |
| Bragi             | Brágui                                      |        | Deus da sabedoria, da poesia e da música. É filho de Odin e Gunnlod. | Æsir                         | [ 18 ]               |
| Búri              | Búri                                        |        | Foi o primeiro ser divino da mitologia nórdica, o primeiro deus, progenitor de toda a "raça dos deuses", foi amamentado pela vaca sagrada Audumla, pai de Borr e avô de Odim, sua existência é confirmada nas Edda em prosa de Snorri Sturluson como o primeiro deus nórdico.                                                            | Búri não possuía nenhum clã. | [ 19 ] [ 20 ]        |
| Dag               | Dagr                                        |        | Deus nórdico do dia, filho de Dellingr e Nótt. | Æsir                         | [ 21 ]               |
| Dellingr          | Dellingr                                    |        | É um deus Æsir, a personificação do amanhecer, é pai de Dag é casado com Nótt. | Æsir                         | [ 22 ]               |
| Eir               | Eir                                         |        | Eir é uma deusa da mitologia nórdica, mais conhecida por sua habilidade de cura, (principalmente com ervas.) é uma das deusas Asynjor. | Æsir e Asynjor               | [ 23 ]               |
| Forseti           | Forseti                                     |        | Deus associado à vingança. Sua mãe é a gigante Gríðr, uma amiga dos deuses. Ele é tão forte que ninguém, além de Tor, consegue superá-lo | Æsir                         | [ 24 ]               |
| Freia             | Freyya                                      |        | Ela é a deusa do sexo e da sensualidade, fertilidade, do amor, da beleza e da atração, da luxúria, da música e das flores, Filha de Njord e Skade, irmã de Frey. | Vanir                        | [ 25 ]               |
| Frey              | Freyr ou Frei                               |        | É um deus representado como belo e forte que comanda o tempo e a prosperidade, é filho de Njord e Skadi, irmão de Freia, é casado com a gigante Gerda. | Vanir                        | [ 26 ]               |
| Frigga            | Frigga                                      |        | deusa da fertilidade, do amor e da união, esposa de Odim, madrasta de Tor, era uma das Asynjor. | Æsir e Asynjor               | [ 27 ] [ 28 ]        |
| Fulla             | Fulla                                       |        | É uma deusa Asynjor da abundância, é a irmã de Frigga. | Æsir e Asynjor               | [ 29 ] [ 30 ]        |
| Gefjun            | Gefjun                                      |        | É uma deusa associada à arada, a agricultura e a lavoura, e possivelmente também, deusa da fertilidade. | Asynjor e Vanir              | [ 31 ]               |
| Gerda             | Gerðr                                       |        | É uma gigante, casada com Frey. É muito inteligente além de ser uma das mais belas deusas, é também a deusa das almas perdidas. | Vanir                        |                      |
| Gullveig          | Gullveig                                    |        | É uma deusa bruxa Vanir, que era muito gananciosa e amava o ouro acima de tudo, ela foi morta três vezes por Odim e nas três vezes ela ressuscitou. Ela conheceu o fim do mundo com todos os seus horrores, e participou da Völuspá. | Vanir                        | [ 32 ] [ 33 ]        |
| Heimdall          | Heimdallr                                   |        | Era o Deus vigia e guardião da "Bifrost", ponte do arco-íris (a ponte que conduzia a Asgard.) | Vanir                        | [ 34 ]               |
| Hœnir             | Hœnir                                       |        | Hœnir era um deus membro da família dos Aesir, Filho de Borr e e da jotun Bestla e irmão de Odim e Ve . | Æsir                         | [ 35 ]               |
| Hoder             | Höðr                                        |        | Era um deus cego, irmão de Balder. Assassinou involuntariamente seu irmão e morreu pelas mãos de Vali, filho de Odim. | Æsir                         | [ 36 ]               |
| Iduna             | Iðunn                                       |        | É a deusa guardiã do pomar sagrado que guardava as maças que davam juventude e imortalidade aos deuses Æsir, foi casada com Bragi, até ser acusada de adultério pelo perverso Loki. | Æsir e Asynjor               | [ 37 ] [ 38 ]        |
| Kvasir            | Kvasir                                      |        | É o deus que nasceu da saliva de todos os deuses nórdicos, os Vanir e os Æsir, como uma forma de aliança entre os dois clãs após a guerra dos deuses. | Vanir                        | [ 39 ]               |
| Loki              | Loke                                        |        | Deus do fogo, da trapaça e da travessura, filho dos gigantes Farbauti e Laufey, irmão jurado de Odin | Æsir                         | [ 40 ] [ 41 ] [ 42 ] |
| Magni e Modi      | Magni e Modi                                |        | Modi e Magni eram deuses filhos de Tor, magi (força) e Modi (coragem) | Æsir                         | [ 43 ]               |
| Meili             | Meili                                       |        | É um deus, filho do deus Odim e irmão do deus Tor. A existência de Meili é comprovada nas Eddas de Snorri Sturluson. | Æsir                         |                      |
| Mímir             | Mímir                                       |        | É um deus gigante, sendo este considerado o mais sabio dentre todas as criaturas mitologicas nórdicas, é considerado um ser onisciente, Mímir teve sua cabeça decepada, mas Odim a manteve viva e a consultava a fim de também se tornar onisciente.                                                                                     | Æsir                         | [ 44 ]               |
| Nana              | Nanna                                       |        | Deusa esposa de Balder, mãe de Forseti, ambos vivem em Breidablik. | Asynjor                      | [ 44 ]               |
| Njord             | Njörðr                                      |        | É o deus dos Vanir dos ventos e da fertilidade, padroeiro e ao lado de aegir senhor dos Mares, era casado com Skadi até se divorciar, é pai de Frey e Freya. É o protetor dos pescadores e dos caçadores e era visto como um deus pacífico.                                                                                              | Vanir                        | [ 45 ]               |
| Odim              | Óðinn                                       |        | Deus Rei de todos os deuses e líder dos Aesir e governante de Asgard; deus da sabedoria, da guerra, da morte e da vitória. Filho de Borr e e da jotun Bestla, pai de Tor, Balder, Vali e Loki. | Æsir                         | [ 46 ] [ 47 ]        |
| Ran               | Ran                                         |        | É a deusa nórdica que ao lado de seu marido Aegir, governa os mares. | Vanir                        | [ 48 ]               |
| Sif               | Sif                                         |        | Sif é a deusa da habilidade em combate, excelência e habilidade em combate, segundo a mitologia nórdica é a esposa de Tor, Sif aprecia muito guerreiros leves e habilidosos, que não necessitam só de força bruta para vencer suas batalhas, De acordo com a profecia Sif vai morrer no Ragnarok, mas não foi explicado como e por quem. | Æsir e Asynjor               | [ 49 ]               |
| Skadi             | Skaði                                       |        | É a deusa nórdica do inverno, esposa de Njord e mãe de Frey e Freya. | Vanir e Asynjor              | [ 50 ]               |
| Sol               | Sigel                                       |        | É a deusa do sol, esposa de Glen, está destinada a ser perseguida por Skoll, filho de Fenrir, e assasinada em pleno Ragnarök. | Æsir e Asynjor               | [ 51 ]               |
| Syn               | Syn                                         |        | Ela é uma deusa da mitologia nórdica ou germânica, considerada a guardiã das portas dos mundos mágicos. | Asynjor                      | [ 52 ]               |
| Tor               | Þórr                                        |        | Deus do trovão e dos raios, filho mais velho de Odim, é casado com Sif e pai de Magni e Modi. | Æsir                         | [ 53 ] [ 54 ] [ 55 ] |
| Thrud             | Þrúðr                                       |        | É a deusa asynjor, filha de Tor e Sif. | Æsir e asynjor               | [ 56 ]               |
| Tyr               | Ziu                                         |        | Deus germânico original do combate (Aesir), do céu, da luz, dos juramentos e por isso patrono da justiça. Tyr era filho de Odim e Frigga, é a divindade da guerra e um dos doze grandes deuses de Asgard. A sua invencível espada, o próprio símbolo da sua divindade, foi forjada pelos anões filhos de Ivald, também armeiros de Odim. | Æsir                         | [ 57 ]               |
| Uller             | Ullr                                        |        | É o deus da justiça e do julgamento, assim como o deus patrono da agricultura, É o filho de Sif e enteado de Tor. A sua mulher é a gigante Skadi, que se divorciou de Njord, deste vem a familia Ullr. | Æsir                         | [ 58 ]               |
| Urd               | Urd ou Urda                                 |        | É a deusa nórdica do passado e vive olhando pra trás. | Vanir                        | [ 59 ]               |
| Vé                | Wiho                                        |        | Deus que deu à humanidade os dons da fala e da palavra, filho de Bestla e Borr, irmão de Vili e Odim. | Æsir                         | [ 60 ] [ 60 ]        |
| Vali              | Vali                                        |        | Vali era um deus membro da família dos Aesir e filho de Odim com a gigante Rind. | Æsir                         | [ 61 ]               |
| Vidar             | Víðarr                                      |        | deus associado à vingança. Sua mãe é a gigante Gríðr, uma amiga dos deuses. Ele é tão forte que ninguém, além de Tor, consegue superá-lo, por ter sido tão forte e um dos poucos deuses sobreviventes ao Ragnarök, é considerado como o verdadeiro herdeiro de seu pai Odim.                                                             | Æsir                         | [ 62 ]               |
| Vili              | Willio                                      |        | Deus irmão de Odim e Vé, Ele era conhecido por ter dado à humanidade os dons da emoção, sentimentos e pensamentos. | Æsir                         | [ 60 ]               |

### Heróis
| Nome em português | Poesia Épica                                                                              | Imagem | Famoso por... | Origem    | Notas                |
| ----------------- | ----------------------------------------------------------------------------------------- | ------ | --- | --------- | -------------------- |
| Beowulf           | Beowulf                                                                                   |        | Foi um dos mais famosos heróis da mitologia nórdica, foi guerreiro e rei derrotou o grande monstro Grendel e o dragão. | Suécia    | [ 63 ]               |
| Érico, o Vermelho | Érico, o vermelho teria existido e não é uma história ficticia como os demais viquingues. |        | Banido da sua terra natal a noruega e da Islândia, por assassinato, foi o descobridor da Groenlândia e fundador da cidade de Gardar onde construiu seu reino que foi herdado por seu filho Leif Eriksson, teria morrido no ano 1000. | Noruega   | [ 64 ]               |
| Grendel           | Beowulf                                                                                   |        | Personagem monstruoso épico que lutou com Beowulf, Beowulf usa sua força descomunal para subjugar o monstro, que termina perdendo um braço e morre.                                                                                  | Dinamarca | [ 63 ] [ 63 ] [ 65 ] |
| Siegfried         | Canção dos Nibelungos                                                                     |        | Personagem épico central na Saga dos Volsungos, filho de Sigmund e Hiordis. | Islândia  | [ 66 ]               |
| Volsungo          | Canção dos Nibelungos                                                                     |        | Personagem rei, ancestral comum do clã dos Volsungos e neto de Odim. | Islândia  |                      |

### Valquírias
| Nome                                                        | Significado do nome | Referida como valquíria em                                                         |
| ----------------------------------------------------------- | --- | ---------------------------------------------------------------------------------- |
| Brunilda                                                    | "correspondente de batalha" | Skáldskaparmál                                                                     |
| Eir                                                         | "Paz, clemência" ou "ajuda, piedade" | Nafnaþulur                                                                         |
| Geirahöð                                                    | Relacionada com as palavras do nórdico antigo geirr ("lança") ehöð ("batalha"). | Aparece em alguns manuscritos do Grímnismál no lugar do nome da valquíria Geirölul |
| Geiravör                                                    | "Spear-vör" | Nafnaþulur                                                                         |
| Geirdriful                                                  | "Spear-flinger" | Nafnaþulur                                                                         |
| Geirönul, Geirrönul, Geirömul, Geirölul (várias pronúncias) | Incerto; possivelmente relacionado ao nome de OdimGeirölnir e ao duende nórdico Ölnir. Possivelmente significando "aquela que ataca com a lança". A forma Geirölul pode ser relacionada à palavra rúnica alu. | Grímnismál, Nafnaþulur                                                             |
| Geirskögul                                                  | "Spear-skögul" (see Skögul entry below) | Hákonarmál, Völuspá, Nafnaþulur                                                    |
| Göll                                                        | "Tumulto" ou "ruído, batalha" | Grímnismál, Nafnaþulur                                                             |
| Göndul                                                      | "Wand-wielder" | Völuspá, Nafnaþulur                                                                |
| Guðr or Gunnr                                               | "War" ou "batalha" | Völuspá, Darraðarljóð, Gylfaginning, Nafnaþulur                                    |
| Herfjötur                                                   | Grímnismál, Nafnaþulur |                                                                                    |
| Herja                                                       | Relacionado ao Nórdico Antigo herja e alto-alemão antigo herjón (significando "devastar") | Nafnaþulur                                                                         |
| Hlaðguðr svanhvít                                           | "Hlaðguðr cisne-branco" | Völundarkviða                                                                      |
| Hildr                                                       | "Battle" | Völuspá, Grímnismál, Darraðarljóð, Nafnaþulur                                      |
| Hjalmþrimul                                                 | Possivelmente "Barulho de capacete" or "guerreira" | Nafnaþulur                                                                         |
| Hervör alvitr                                               | Alvitr possivelmente significando "toda-sábia" ou "estranha criatura" | Völundarkviða                                                                      |
| Hjörþrimul                                                  | "A guerreira da espada" derivada do Nórdico Antigo hjörr ("espada") e þrima ("batalha, ruída") | Darraðarljóð, Nafnaþulur                                                           |
| Hlökk                                                       | "Ruído, batalha" | Grímnismál, Nafnaþulur                                                             |
| Hrist                                                       | Relacionado ao Nórdico Antigo hrista (significando "sacudir, tremer") e portanto significando "aquela que sacode"                                                                                             | Grímnismál, Nafnaþulur                                                             |
| Hrund                                                       | "Pricker" | Nafnaþulur                                                                         |
| Kára                                                        | Ou "a selvagem, tormentosa" (basedo no Nórdico Antigo afkárr, significando "selvagem") ou "ondulada" ou "a ondulada"                                                                                          | Helgakviða Hundingsbana II                                                         |
| Mist                                                        | "Nuvem" or "Nevoeiro" | Grímnismál, Nafnaþulur                                                             |
| Ölrún                                                       | Possivelmente "ale-rune" | Völundarkviða                                                                      |
| Randgríðr, Randgrid                                         | "Trégua-escudo" ou possivelmente "destruidora de escudo" | Grímnismál, Nafnaþulur                                                             |
| Ráðgríðr                                                    | "Trégua-concelho" ou possivelmente "a mandona" | Grímnismál, Nafnaþulur                                                             |
| Reginleif                                                   | "Traçado-poder" ou "filha dos deuses" | Grímnismál, Nafnaþulur                                                             |
| Róta                                                        | Possivelmente relacionado ao nome Nórdico Antigo róta (significando "chuva com neve e tempestade") | Gylfaginning                                                                       |
| Sanngriðr                                                   | "Muito violento, muito cruel" | Darraðarljóð                                                                       |
| Sigrdrífa                                                   | "Vitória-urger" ou "incitadora à vitória" | Sigrdrífumál                                                                       |
| Sigrún                                                      | "Vitória rune" | Helgakviða Hundingsbana I, Helgakviða Hundingsbana II                              |
| Skalmöld                                                    | "Tempo de espada" | Nafnaþulur                                                                         |
| Skeggöld or Skeggjöld                                       | "Idade do machado" | Grímnismál, Nafnaþulur                                                             |
| Skögul                                                      | "Sacudidora" ou possivelmente "alta-torre" | Hákonarmál, Völuspá, Grímnismál, Nafnaþulur                                        |
| Skuld                                                       | Possivelmente "débito" ou "futuro" | Völuspá, Gylfaginning, Nafnaþulur                                                  |
| Sveið                                                       | Incerto; possivelmente "vibração" ou "ruído" | Nafnaþulur                                                                         |
| Svipul                                                      | "Mutável" | Darraðarljóð, Nafnaþulur                                                           |
| Þögn                                                        | "Silêncio" | Nafnaþulur                                                                         |
| Þrima                                                       | "Luta" | Nafnaþulur                                                                         |
| Þrúðr                                                       | "Força" ou "poder" | Grímnismál, Nafnaþulur                                                             |

### Anões
- Ver também: Categoria:Anões da mitologia nórdica

1. Alberich
2. Andavari
3. Lost
4. Brokk e Eitri
5. Durinn & Motsongir[98]
6. Dvalin
7. Lofar
8. Filhos de Ivaldi
9. Fjalar e Galar
10. Regin

### Jotun
- Ver também: Categoria:Jötnar

1. Aegir
2. Baugi[99][100]
3. Bergelmer
4. Bestla
5. Bolthorn[101]
6. Farbauti
7. Geirröd
8. Gerda
9. Gilling[102]
10. Gjálp e Greip
11. Gunnlod[103]
12. Gymir
13. Hrod
14. Hrungnir
15. Hymir
16. Ymir
17. Ivaldi
18. Járnsaxa
19. Kari
20. Laufey
21. Loki
22. Narve
23. Olvaldi
24. Saxa
25. Skade
26. Surtur
27. Suttung[104]
28. Tiazi
29. Trudelmer
30. Thrym
31. Utgardaloke
32. Vaftrudener

### Animais e criaturas
- Ver também: Categoria:Criaturas da mitologia nórdica

| Nome em português | Tipo     | Imagem                           | Famoso por... | Criador         | Notas                           |
| ----------------- | -------- | -------------------------------- | --- | --------------- | ------------------------------- |
| Fenris            | Lobo     |                                  | É um lobo monstruoso, filho do deus Loki e da gigante Angrboda, está destinado a lutar em Ragnarök e matar uma série de deuses incluindo o deus guerreiro supremo Odim e ser morto por Vidar, que irá se tornar o novo deus supremo.                                                                       | Loki e Angrboda | [ 105 ] [ 106 ]                 |
| Audumbla          | Vaca     |                                  | É a vaca que nasceu como Ymir, feita de gelo derretido, dela nasceu Búri que gerou Borr, que foi progenitor de Odim, vili e ve | Ymir            | [ 107 ] [ 108 ]                 |
| Skoll             | Lobo     |                                  | É o lobo que persegue os cavalos Arvak e Alsvid, os quais puxam a briga ou (barriga) que contém o sol, é irmão de Hati, ambos são filhos de Fenris. | Fenris          | [ 109 ]                         |
| Ratatosk          | Esquilo  |                                  | algumas vezes anglicizado como Ratatosk, é um esquilo que corre acima e abaixo na árvore mundo Yggdrasil, espalhando fofocas. | Indefinido      | [ 110 ]                         |
| Garm              | Cão      |                                  | É um grande cão de gelo que guarda o reino de Hela, filha de Loki e Angrboda. | Hela            | [ 111 ]                         |
| Sleipnir          | Cavalo   | Ficheiro:Ardre Odim Sleipnir.jpg | Sleipnir é a montaria mágica de pertence a Odim. O lendário corcel de oito patas é o ser mais rápido entre os planos, de acordo com as Edda em prosa, Loki retornou à Asgard e deu à luz o cavalo de oito patas para Odim, dizendo a ele que o cavalo era o mais ágil na Terra e levaria Odim sobre o mar. | Loki e Odim     | [ 92 ]                          |
| Grani             | Cavalo   |                                  | É o cavalo que Sigurd recebe após indicação de Odim sob forma humana. Grani é descendente de Sleipnir, cavalo do próprio Odim. | Hela            | [ 112 ]                         |
| Svadilfari        | Cavalo   |                                  | É o cavalo que trouxe Loki e o corcel mágico de oito patas Sleipnir, que pertencia a Odim. | Hrimthurs       | [ 40 ]                          |
| Níðhöggr          | Dragão   |                                  | É um dragão enorme e monstruoso que vive em Niflheim, o mundo inferior nórdico. Ele roe as raizes mais fundas da árvore do mundo, Yggdrasil, com o objetivo de a destruir, aguardando o Ragnarök. | Indefinido      | [ 113 ]                         |
| Hugin e Munin     | Corvo    |                                  | São segundo as Edda dois corvos que serviam a Odim observando os nove mundos. | Odim            | [ 114 ] [ 115 ] [ 116 ] [ 117 ] |
| Hati              | Lobo     |                                  | é um lobo que, de acordo com o Gylfaginning, persegue a lua pelo céu noturno (assim como o lobo Sköll persegue o sol durante o dia) até a hora do Ragnarök. | Fenris          | [ 118 ]                         |
| Gullinbursti      | Javali   |                                  | É um javali gigante de ouro que habita Midgard. Foi construído pelos anões Brokk & Eitri como uma aposta contra o deus Loki. | Brokk & Eitri   |                                 |
| Jormungand        | Serpente |                                  | É uma enorme serpente, filho do deus Loki com a gigante Angrboda, Durante o Ragnarök, ela se libertará e cobrirá a terra e os céus com seu veneno, O arqui-inimigo de Jormungand é o deus Tor, ele vivia no grande oceano que circula Midgard.                                                             | Loki e Angrboda | [ 119 ] [ 119 ]                 |

### Os nove mundos
- Ver também: Categoria:Lugares da mitologia nórdica

1. Asgard - (Ásgarðr)[120] - Reino onde só os deuses Æsir podiam habitar (As = Aesir. Gard = Terra ).
2. Midgard - (Miðgarðr) - É o reino da terra onde só os mortais (seres humanos), acreditava-se que Midgard o reino dos homens se localizava aos arredores de Yggdrasil.[121]
3. Jotunheim - (Jötunheimr) - Mundo dos gigantes.[122]
4. Muspelheim[123] - (Muspelheim) - É o Reino do Fogo, onde habitam os ogros de fogo e seu mestre, Surtr. Niflheim (ao norte), é formado de gelo, e Muspelheim (ao sul), é formado de fogo.
5. Niflheim - (Mistland) - É o reino do gelo e do frio na mitologia nórdica. Está localizada ao norte de Ginungagap e lá reside os anões e gigantes de gelo.
6. Vanaheim (Vanaheim) - É o repouso dos Vanir. Este mundo estaria situado em Asgard, no nível mais elevado do universo.[124]
7. Álfheim - (Álfheimr) - Reino dos Elfos da luz ou Elfos do bem,[125] mencionado no poema épico de Grímnismál.
8. Svartálfar - (svartálfar) - Reino dos Elfos das trevas ou elfos do mal.[126]
9. Nidavellir - (Nidavellir) - Mundo dos anões, ficava situado no subterrâneo de Midgard, acima de Niflheim com suas fronteiras divididas com Svartalfheim.[127]